# 安氏條鰨
安氏條鰨為輻鰭魚綱鰈形目鰨亞目鰨科的其中一種，為熱帶海水魚，分布於印度洋印度海域，棲息在沿岸底層水域，生活習性不明。

## 扩展阅读
維基物種上的相關：安氏條鰨